# Приполярный (Коми)
Приполярный (коми Приполярнӧй) — посёлок в городском округе Усинск Республики Коми России.

## История
Основан в 1978 году как посёлок нефтяников. Являлся центром сельсовета.

## География
Посёлок находится в северной части Республики Коми, в пределах Печорской низменности, на левом берегу реки Колвы, на расстоянии примерно 50 километров (по прямой) к северо-северо-западу (NNW) от города Усинска, административного центра района.
Климат
Климат характеризуется как умеренно континентальный, с продолжительной морозной многоснежной зимой и коротким прохладным летом. Средняя температура воздуха самого тёплого месяца (июля) составляет 15,7 °C; самого холодного (января) — −17,3 °C. Среднегодовое количество атмосферных осадков составляет 540 мм. Снежный покров держится в течение 200—220 дней в году.
Часовой пояс
Приполярный, как и вся Республика Коми, находится в часовой зоне МСК (московское время). Смещение применяемого времени относительно UTC составляет +3:00.

## Население
| 2010 |
| ---- |
| 0    |